# Serradifalco

Serradifalco

Serradifalco (sicilià Serradifarcu) és un municipi italià, dins de la província de Caltanissetta. L'any 2007 tenia 6.353 habitants. Limita amb els municipis de Caltanissetta, Canicattì (AG), Montedoro, Mussomeli i San Cataldo.

## Administració
| Període | Identitat       | Partit        |
| ------- | --------------- | ------------- |
| 2008-   | Michele Ricotta | Llista cívica |